# Moulins-en-Tonnerrois
Moulins-en-Tonnerrois – miejscowość i gmina we Francji, w regionie Burgundia-Franche-Comté, w departamencie Yonne.
Według danych na rok 1990 gminę zamieszkiwało 131 osób, a gęstość zaludnienia wynosiła 9 osób/km² (wśród 2044 gmin Burgundii Moulins-en-Tonnerrois plasuje się na 779. miejscu pod względem liczby ludności, natomiast pod względem powierzchni na miejscu 667.).